# Ehretia latifolia
Ehretia latifolia là loài thực vật có hoa trong họ Ehretiaceae. Loài này được Loisel. ex A.DC. mô tả khoa học đầu tiên năm 1845.